# AS Victoria București
L'Asociatia Sportiva Victoria București fou un club de futbol romanès de la ciutat de Bucarest.

## Història
El club era patrocinat pel Ministeri de l'Interior romanès i fou fundat el 1949, al barri d'Obor. El 1985 jugà per primer cop a la primera divisió romanesa, on fou tercer classificat entre 1986 i 1989. Fou finalista de copa la temporada 1959-60. Evolució del nom:
- 1949-1953: Dinamo B
- 1953-1957: Dinamo 6
- 1957-1958: Dinamo Obor
- 1958-1959: A.S. Pompierul
- 1959-1963: Dinamo Obor
- 1963-1967: Dinamo Victoria
- 1967-1980: Electronica Obor
- 1980-1985: Dinamo Victoria
- 1985-1990: Victoria București

## Palmarès
- Segona divisió romanesa de futbol: 
  - 1984-85
- Tercera divisió romanesa de futbol: 
  - 1964-65, 1981-82

## Victoria Bucureşti a Europa
| Competició      | T | P  | G | E | P | GF | GC | DG  |
| --------------- | - | -- | - | - | - | -- | -- | --- |
| Copa de la UEFA | 3 | 14 | 6 | 3 | 5 | 21 | 17 | + 4 |
| Total           | 3 | 14 | 6 | 3 | 5 | 21 | 17 | + 4 |